# Chalepus nigrovirens
Chalepus nigrovirens es un coleóptero de la familia Chrysomelidae.
Fue descrita científicamente en 1877 por Chapuis.